# Krystyna (imię)
Krystyna – imię żeńskie pochodzenia łacińskiego, żeński odpowiednik męskiego imienia Krystyn (Christinus). Oznacza „należącą do Chrystusa”.
Zdrobnienia: Krychna, Krysia, Krysieńka, Krystka, Krystynka, Krycha, Kryśka. 
Krystyna imieniny obchodzi 18 stycznia, 14 lutego, 13 marca, 24 lipca, 5 grudnia i 27 grudnia.

## W innych językach
- ang.: Chris, Chrissie, Chrissy, Christa, Christabel, Christabella, Christabelle, Christi, Christie, Christina, Christine, Christobel, Christy, Chrystina, Cristen, Crusty, Kiersten, Kris, Krista, Kristen, Kristi, Kristia, Kristie, Kristy, Krysten, Krystina, Kyrsten, Kirsten, Tina
- czes.: Kristýna, Kristyna, Kristina, Kristiana, Kristína (zdrobnienia: Kristýnka, Krista, Tina, Týnka, Kristin, Kristy, Kristi, Kris, Tiana, Kika)
- gr.: Χριστίνα (Christina)
- hiszp.: Crista, Cristiana, Cristina, Cristy
- gael.-szk.): Cairistiona
- scots: Kirsteen, Kirstie, Kirstin, Kirsty
- szw.: Christin, Kerstin, Kia, Kirsten, Kjerstin, Kolina, Kristin, Kristina, Stina
- rum.: Cristina
- ukr.:Христина, Христя

## Krystyny z biogramem w wikipedii
- Krystyna z Bolseny (zm. 287-303) – męczennica oraz święta katolicka i prawosławna
- Krystyna z Persji – pers. Jazdin, męczennica chrześcijańska, święta katolicka (zg. 13 marca 559 roku)
- Krystyna saska – królowa Danii, Norwegii i Szwecji
- Krystyna Wazówna
- Krystyna – druga żona Bolesława Wysokiego
- Christina Aguilera – piosenkarka amerykańska
- Krystyna Bochenek – wicemarszałek Senatu RP (VII kadencji), organizatorka Ogólnopolskich Imienin Krystyn
- Krystyna Boglar – polska poetka, prozaik
- Kristin Chenoweth – amerykańska aktorka, piosenkarka
- Krystyna Chojnowska-Liskiewicz
- Krystyna Czubówna – polska dziennikarka i prezenterka telewizyjna
- Krystyna Dmochowska – polska aktorka teatralna, telewizyjna i filmowa.
- Krystyna Feldman – aktorka polska
- Krystyna Giżowska – polska piosenkarka
- Krystyna Goldbergowa – polska redaktorka książek i dziennikarka
- Krystyna Guzik – polska biathlonistka
- Krystyna Jamroz
- Krystyna Janda – polska aktorka
- Krystyna Kofta
- Krystyna Kubicka – polska profesor medycyny, lekarz pediatra, kardiolog (1930–2017)
- Krystyna Kuperberg
- Krystyna Loska – prezenterka telewizyjna i spikerka
- Krystyna Łybacka – posłanka
- Krystyna Marszałek-Młyńczyk
- Christina Milian – piosenkarka amerykańska
- Krystyna Mokrosińska
- Krystyna Nepomucka – polska felietonistka i pisarka
- Christine Ohuruogu
- Krystyna Ozga
- Krystyna Prońko – polska piosenkarka
- Krystyna Rodowska
- Krystyna Rokiczana – kochanka króla polskiego Kazimierza Wielkiego
- Cristina Scabbia
- Kristin Scott Thomas – brytyjska aktorka
- Krystyna Sienkiewicz – aktorka polska
- Krystyna Sienkiewicz – działaczka polityczna, wiceminister zdrowia, senator RP
- Krystyna Siesicka
- Krystyna Skowrońska – posłanka
- Kristina Šmigun-Vähi – estońska narciarka klasyczna
- Krystyna Starczewska
- Kristin Størmer Steira – norweska biegaczka narciarska
- Christine Todd Whitman
- Krystyna Anna Zachwatowicz-Wajda